# Federaal Agentschap voor Kernenergie

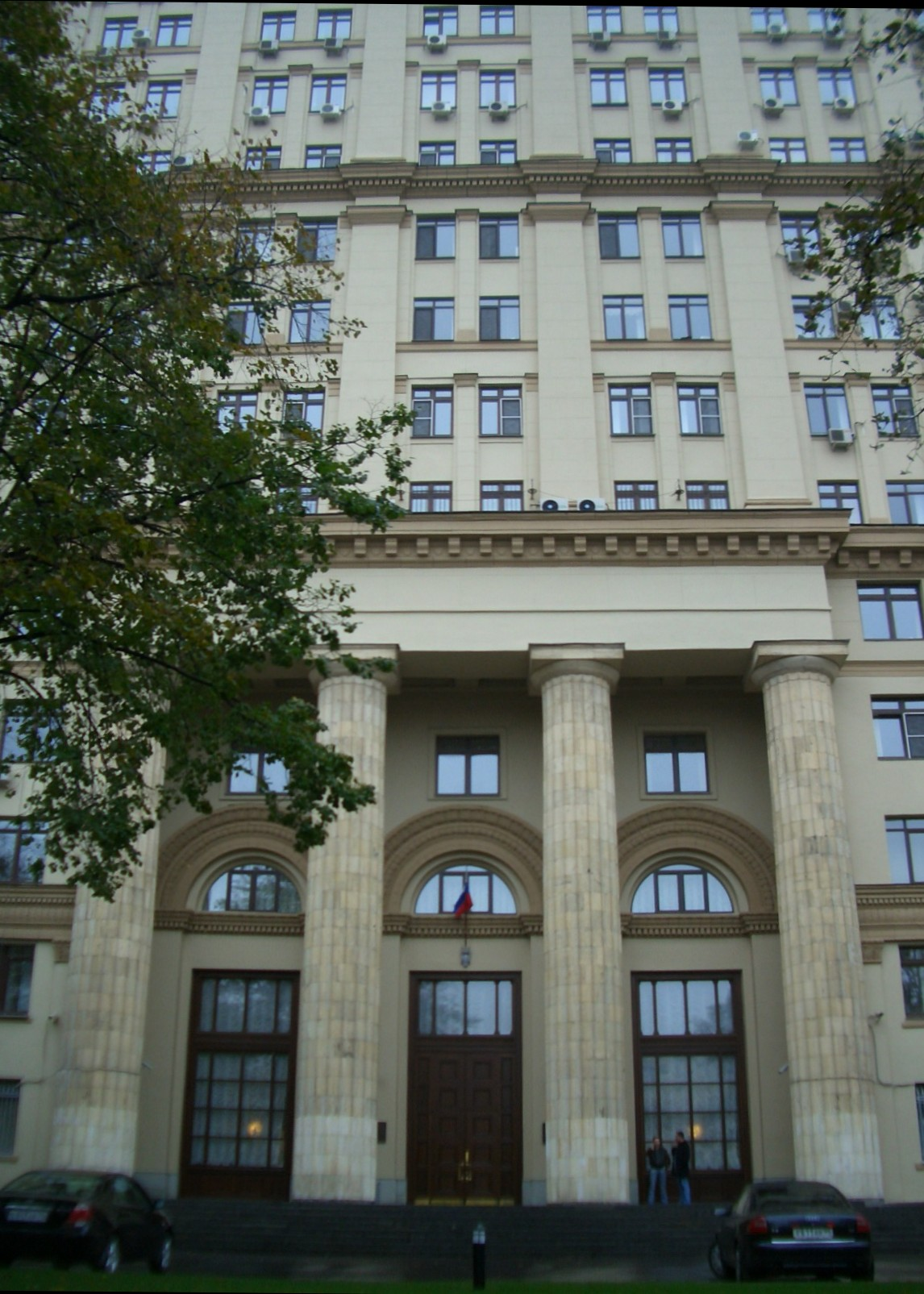
Gebouw van de FAEA in Moskou

Het Federaal Agentschap voor Kernenergie, afgekort tot FAEA, Russisch: Федеральное агентство по атомной энергии, Federalnoe agenttstvo po atomonoij energij, ook afgekort tot RosAtom of РосАтом en MinAtom of МинАтом, was het federale agentschap van Rusland voor kernenergie, het wetgevende lichaam voor nucleaire zaken in het land en is gevestigd in Moskou. Het stond onder direct toezicht van de Russische regering. De functie van het FAEA stond gelijk aan die van de Nuclear Regulatory Commission in de Verenigde Staten. Het agentschap hield in 2008 voor een groot deel op te bestaan.
Het agentschap stond in de tijd van de Sovjet-Unie bekend als het Ministerie van Atoomtechniek en Industrie van de USSR. Het Ministerie voor Kernenergie van de Russische Federatie, Russisch: Министерство по атомной энергии Российской Федерации, werd op 29 januari 1992 hieruit als opvolger geformeerd. Het werd op 9 maart 2004 gereorganiseerd en de naam werd in Federaal Agentschap voor Kernenergie veranderd.
Behalve wetenschappelijke centra waren er onderzoeksinstellingen en bedrijven die zich bezighielden met kernwapens onderdeel van RosAtom.

## Onderdelen
- Instituten
  - Koertsjatov-instituut
  - NIKIET
- Gecentraliseerde bedrijven FGUP
  - Atomstrojeksport, export van expertise
  - Rosenergoatom, uitbaten van kerncentrales
  - Techsnabeksport, export van kernmateriaal en splijtstof voor kerncentrales
- Naamloze vennootschap NV
  - NV Atomstrojeksport, bouw van kerncentrales in het buitenland
  - NV TVEL, productie van kernbrandstof voor kerncentrales

TVEL beheert de maatschappijen die uranium delven en de producenten van kernbrandstof op basis van laagverrijkt uranium, onder andere de Elektrochemische fabriek van de Oeral in Novo-oeralsk, en bedrijven die de infrastructuur aanleggen.

## Websites
- (en)  officiële website